# Entérovirus D68
Espèce
forme
Synonymes
- Human rhinovirus 87

L'Entérovirus D68 (EV D68, EV 68, HEV 68) est un Entérovirus de la famille des Picornaviridae. Découvert en Californie en 1962 et considéré rare, il connaît une certaine croissance depuis le début du XXIe siècle,,.

## Biologie
L'EV D68 est l'une ces centaines de types d'entérovirus, un genre de virus monocaténaire composés de poliovirus, de coxsackievirus (en) et d'echovirus. Contrairement aux autres entérovirus, l'EV D68 possède une labilité avec les acides et une température de croissance optimale plus faible, deux caractéristiques partagées par les rhinovirus humains. L'Entérovirus D68 est le même que le rhinovirus humain 87.

## Épidémiologie
Depuis sa découverte en 1962, l'entérovirus D68 a été principalement recensé de manière sporadiques, dans des cas isolés.
Entre 2005 et 2011, six foyers d'infection (impliquant une dizaine de cas) ont été recensés aux Philippines, Japon, Pays-Bas ainsi que dans trois états américains (Géorgie, Pennsylvanie et Arizona). Lors d'une éclosion en Californie en 2012-2013, l'EV D68 a affecté 2 enfants.

### Prédispositions
Les enfants de moins de 5 ans ainsi que les enfants asthmatiques semblent être une population plus à risque de contracter la maladie.

## Traitement
Il n'y a pas de traitement spécifique ni de vaccin contre le virus. Les traitements actuels sont axés sur les symptômes. La plupart des personnes affectées se remettent complètement alors que quelques-unes doivent être hospitalisées.
Cinq cas d'EV D68 ayant entraîné la paralysie ont été traités à l'aide de corticostéroïdes, d'immunoglobulines intraveineuses (en) et plasmaphérèse, apparemment sans succès.